# Vinca herbacea
Vinca herbacea, biljna vrsta iz roda zimzelena, porodica Apocynaceae. To je puzeća trajnica raširena po dijelovima Europe i zapadne Azije; u Hrvatskoj je ima u Baranji

## Sinonimi
- Vinca bottae Jaub. & Spach
- Vinca haussknechtii Bornm. & Sint.
- Vinca libanotica Zucc.
- Vinca mixta Velen.
- Vinca pumila E.D.Clarke
- Vinca semidesertorum Ponert
- Vinca sessilifolia A.DC.